# Verkiezingen voor het Europees Parlement 2024/Kandidatenlijst/CDA
De kandidatenlijst voor de Europese Parlementsverkiezingen 2024 in Nederland van de lijst CDA - Europese Volkspartij (lijstnummer 3) is na controle door de Kiesraad als volgt vastgesteld:
- vet: verkozen
- schuin: voorkeurdrempel overschreden

1. Berendsen,  T.B.W.  (Tom) (m),  Breda - 366.454 stemmen
2. ter Laak,  I.  (Ingeborg) (v),  Zoetermeer - 63.860
3. Lenaers,  J.J.M.  (Jeroen) (m),  Stramproy - 55.781
4. Koning-Hoeve,  W.  (Willemien) (v),  Oudkarspel - 15.613
5. Wijnsma,  S.  (Sjoerd) (m),  Leeuwarden - 17.650
6. Horst,  G.  (Gerben) (m),  Nieuwegein - 2.260
7. Balduk,  M.D.W.  (Merel) (v),  Didam - 10.231
8. van Eerd,  R.B.G.  (Robbert) (m),  Amsterdam - 2.098
9. Broekhuizen,  S.  (Suzanna) (v),  Utrecht - 6.186
10. Tolkamp,  A.J.H.  (Arjan) (m),  Aalten - 5.828
11. van Gelder,  L.A.  (Leo) (m),  Barendrecht - 2.197
12. Sonneveld,  H.  (Bert) (m),  Bussum - 2.322
13. van Slooten,  J.  (Johan) (m),  Urk - 1.272
14. Maaref,  L.  (Lily) (v),  Oost West en Middelbeers - 3.902
15. Wijmenga,  J.N.  (Niek) (m),  Heiloo - 1.289
16. Wouters,  C.W.M.  (Chris) (m),  Maastricht - 3.793
17. Cueche Hernandez,  J.G.  (Joëlle) (v),  Den Helder - 1.309
18. Bens,  V.M.J.E.  (Veerle) (v),  Oss - 2.606
19. van der Pouw Kraan,  R.J.C.  (Rody) (m),  Mijdrecht - 888
20. Gjaltema-Van der Laan,  R.J.  (Reinette) (v),  Marum - 2.700
21. Compagner,  J.  (Judith) (v),  Wijhe - 2.567
22. Poortman,  A.  (André) (m),  Zwolle - 2.373
23. Lemkes-Straver,  E.P.J.  (Elies) (v),  Nuenen - 1.618
24. Klinkspoor,  K.W.J.  (Kevin) (m),  Naaldwijk - 3.765
25. Bouwers,  I.  (Iris) (v),  Zuidwolde - 3.166
26. Palland-Mulder,  H.M. (Hilde) (v),  Kampen - 2.500
27. de Bat,  J.  (Jo-Annes) (m),  Kloetinge - 4.977

GROENLINKS / Partij van de Arbeid (PvdA) ·
VVD · 
CDA - Europese Volkspartij · 
Forum voor Democratie ·
D66 ·
Partij voor de Dieren ·
50PLUS ·
PVV (Partij voor de Vrijheid) ·
JA21 ·
NL PLAN EU  ·
ChristenUnie ·
Staatkundig Gereformeerde Partij (SGP) ·
BBB ·
Meer Directe Democratie ·
SP (Socialistische Partij) ·
vandeRegio ·
Volt Nederland ·
Belang Van Nederland (BVNL) ·
NSC ·
Piratenpartij - De Groenen ·